# Histoire de San Francisco
L’histoire de San Francisco, en Californie, et de son développement comme centre du commerce maritime furent façonnés par sa position à l'entrée de la baie du même nom, constituant un port naturel. San Francisco est à la fois le nom de la ville et du comté, qui partagent les mêmes limites. La ville s'est développée comme point de départ pour la ruée vers l'or de 1849 et elle devint rapidement l'un des plus grands centres de population, commercial, naval et financier de l'Ouest. La ville fut dévastée par un tremblement de terre et les incendies qui s'ensuivirent en 1906, mais fut rapidement reconstruite.

## Période précolombienne
Les premières preuves archéologiques d'habitations humaines sur le territoire de l'actuelle ville de San Francisco remonte à 3000 ans av. J.-C. Les Amérindiens qui se sont installés dans la région utilisèrent la baie comme une ressource naturelle pour la chasse et l'approvisionnement et pour l'établissement de petits villages. Collectivement, ces premiers Amérindiens sont appelés les Ohlones, et leur langue appartenait à la famille des langues miwok. Leurs aires commerciales s'étendaient jusqu'à la région de Basse-Californie, le désert de Mojave et Yosemite.

## Arrivée des Européens

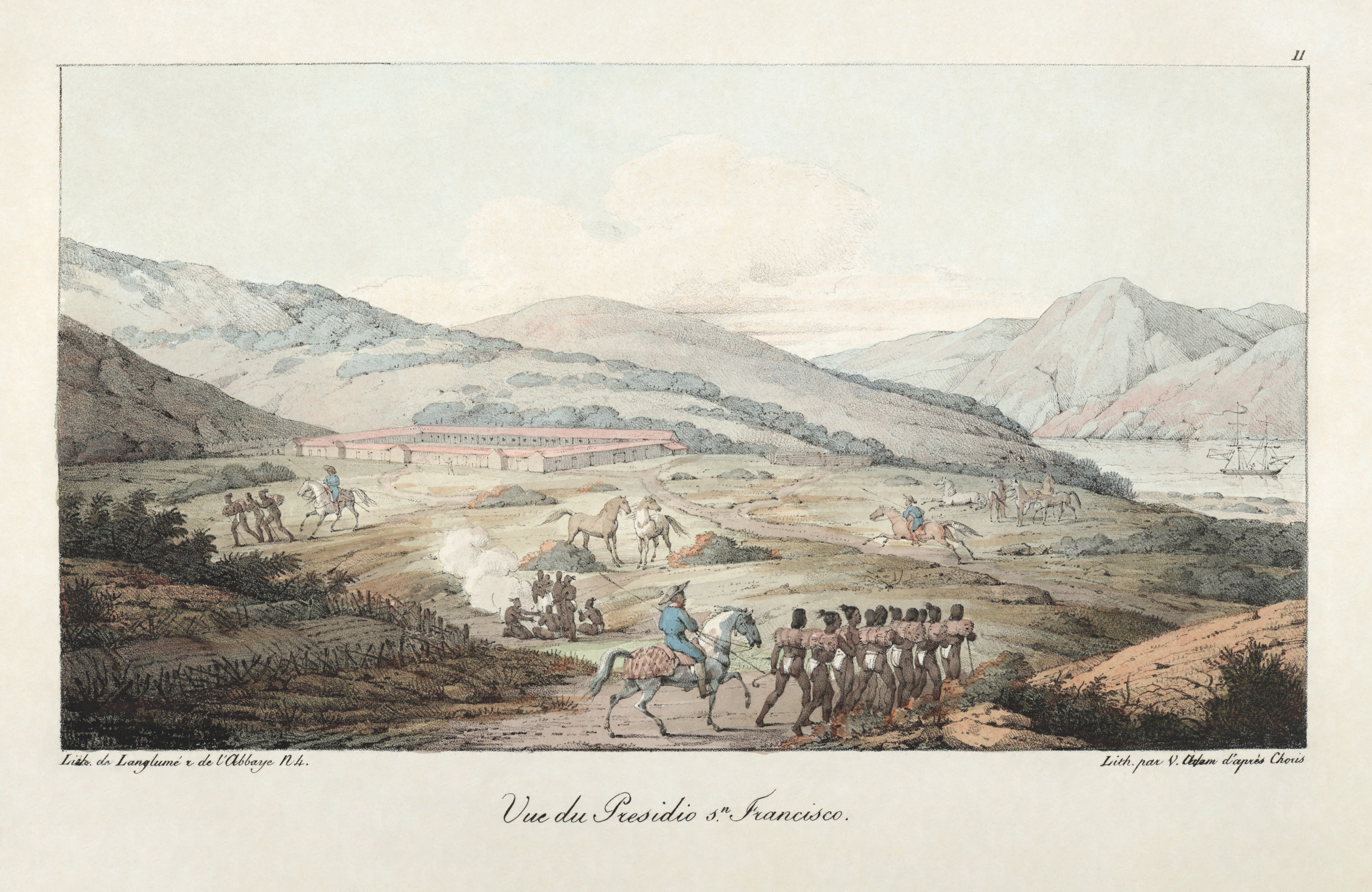
Vue du Presidio de San Francisco vers 1817 par Louis Choris.

Un groupe de colons espagnols, mené par Portolà et qui arriva le 2 novembre 1769, fut la première visite documentée de la baie de San Francisco. Portolà réclama la région pour l'Espagne, en tant que partie de la vice-royauté de Nouvelle-Espagne. Sept ans après, une mission espagnole, la mission Saint-François-d'Assise (Mission Dolores), fut établie par Junipero Serra, et un fort militaire fut construit, le Presidio de San Francisco,.
En 1786, l'explorateur français Jean-François de La Pérouse visita la baie et en laissa une description détaillée. Six ans plus tard, l'explorateur britannique George Vancouver s'arrêta aussi à San Francisco, en partie, d'après son journal, pour espionner les missions espagnoles de la région. En plus des Européens occidentaux, des commerçants de fourrures russes visitèrent aussi la région. De 1770 à 1841, les commerçants russes avaient colonisé une région qui s'étendait de l'Alaska jusqu'à Fort Ross dans le comté de Sonoma en Californie. Le nom de la Russian Hill fut donné à la suite de la découverte d'un cimetière avec les corps supposés de marchands de fourrure et de marins russes.

## Ruée vers l'or de 1848
La ville ne prend son essor qu'avec la ruée vers l'or de 1848-1849, accueillant les émigrants à la recherche du précieux minerai. Elle est le terminus du premier chemin de fer transcontinental. Les aventuriers du monde entier sont attirés par ce pays de l'or où l'on arrive par la porte dorée (Golden Gate). Quelques années plus tard, la découverte de gisements d'argent dans la Sierra Nevada accélère le développement de l'agglomération. De 1847 à 1850, la ville passe de quelques centaines d'habitants à plus de 25 000, devenant ainsi la plus grande agglomération de la côte ouest.
En 1847, Levi Strauss s'installe à San Francisco et crée les premiers jeans qui remportent un grand succès auprès des prospecteurs et des chercheurs d'or. Pendant la guerre, les usines Levi Strauss & Co. fournissent l'armée américaine en jeans.
San Francisco compte 70 000 habitants dès 1862. La ville se couvre de bâtiments modernes et des sociétés en pleine expansion viennent s'y implanter. Les actions de centaines de compagnies minières du Comstock Lode s'échangent à la Bourse de San Francisco, produisant plusieurs millionnaires qui animent la vie politique et culturelle : James Graham Fair, John William Mackay, James C. Flood et leur Banque du Nevada, Adolph Sutro, William Sharon et sa Bank of California ou encore John P. Jones et Alvinza Hayward. Ils ont fait construire le Palace Hotel, le Théâtre de Californie, le Hayward Park, le Kohl Building et le palais du James C. Flood Mansion.

## Sources
- (en) Cet article est partiellement ou en totalité issu de l’article de Wikipédia en anglais intitulé « History of San Francisco » (voir la liste des auteurs).